# 直-20
直-20（代号“神雕”）是由哈尔滨飞机工业集团研製的一款10吨级中型通用飛行器，于2013年12月23日首飞，在陆海空三军中都扮演着重要角色。

## 历程

### 背景
自20世纪80年代以来，中国人民解放军空军就提出了对高空中型通用直升机的需求，以用于中国西部山区。中美進入蜜月期後的1983年，为了解决边防部队，特别是驻高原一线哨所补给困难的问题，中央军委决定自美國引进一型适应青藏高原恶劣气候环境的先进运输直升机。
1984年7月，在白宮促成下，中方向西科斯基飞机公司订购了首批S-70直升机，即UH-60黑鹰直升机的民用版100架，其優異的性能得到解放軍高度評價。但是由于1989年的六四事件發生，中國難以繼續進口美國軍事裝備，最終22架交付後便停止繼續出售。随着解放军现代化不断地推进，必须要拥有一款较大吨位级的通用直升机以保障后勤。而中國海军方面对于一款较大吨位级通用直升机的需求也非常迫切。
直到了2006年，自珠海航展展出模型以来，中航二集团曾在各种场合透露了研发一款“10吨级通用直升机”的计划。

### 发展
2013年10月，媒体曝光了在谷歌地图上发现哈飞试验场中的新型5桨直升机，并猜测就是研制中的“直20”运输直升机。
2013年12月23日，直-20首飞。
2019年5月，机身上刷有编号LH953201和LH953205的直-20被拍到，这意味着直-20已经批量生产并进入中国人民解放军正式编制。
2019年10月1日，庆祝中华人民共和国成立70周年大会中的阅兵式上出现了6架直-20，这是直-20首次在阅兵中亮相。
2019年10月10-13日，简氏防务周刊援引披露于中国军事论坛超级大本营的照片，灰白色涂装的海军用直-20亮相于第五届中国国际直升机博览会。

## 设计

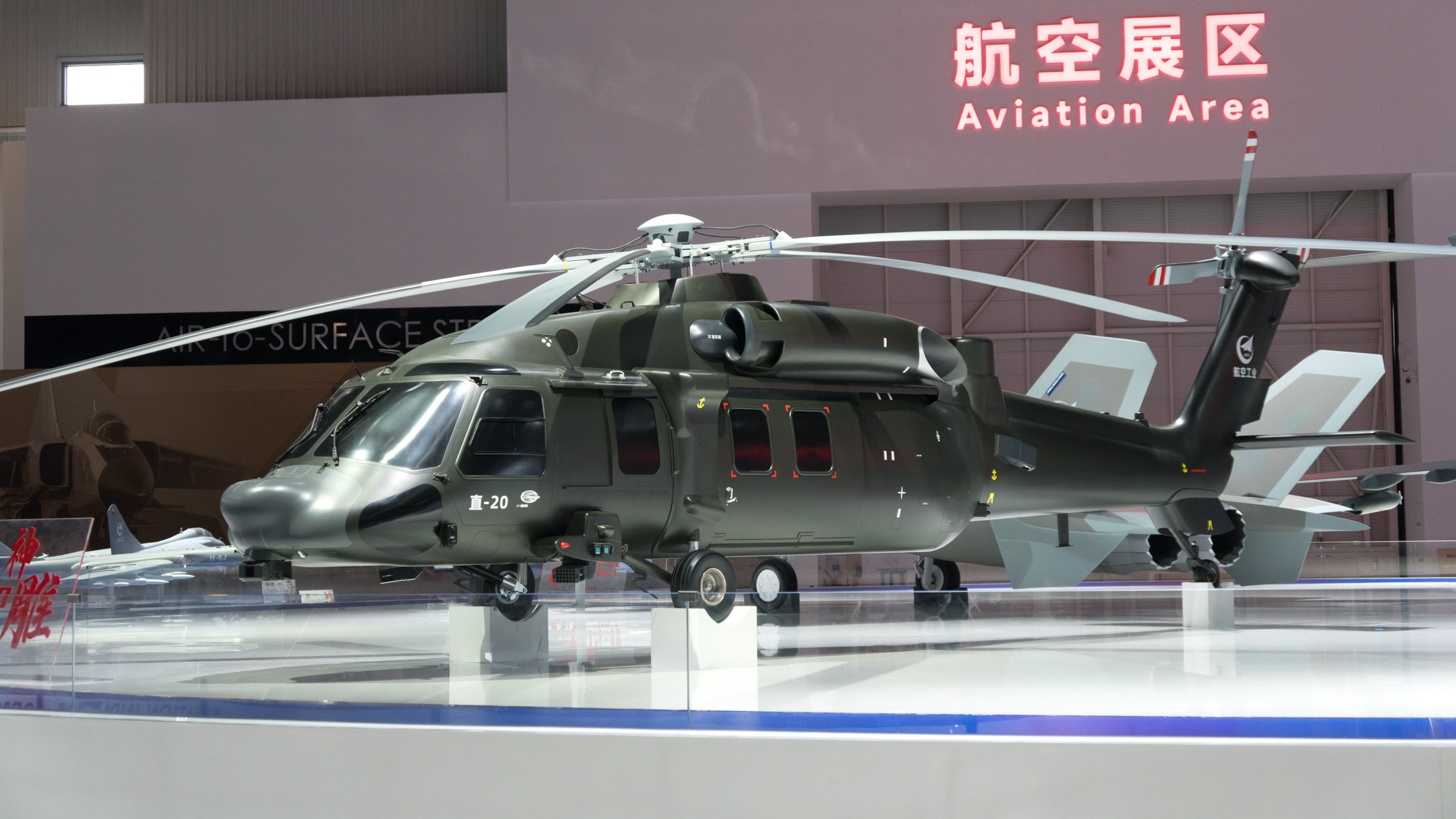
直-20直升机模型

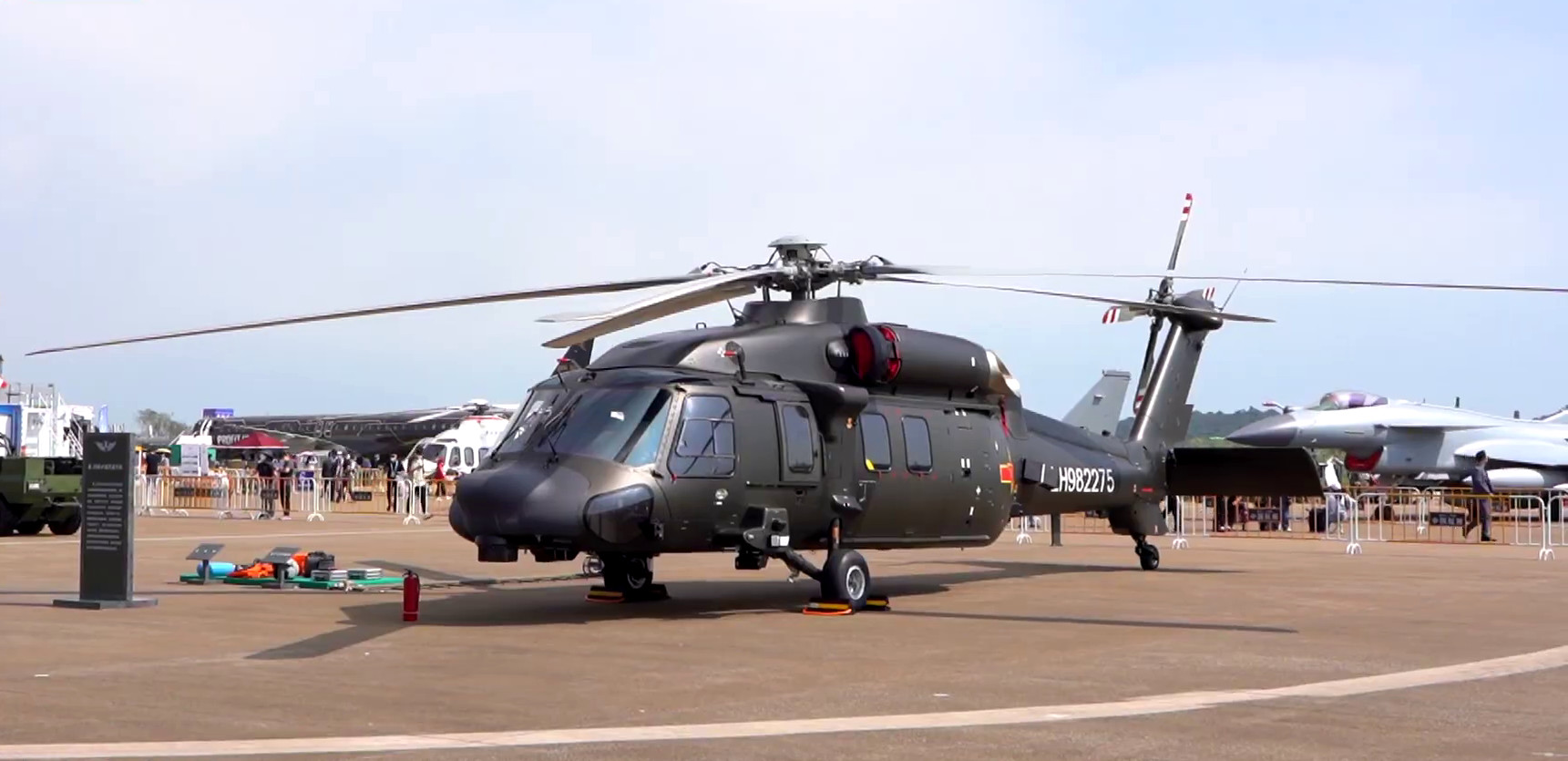
2022年珠海航展中进行地面静态展示的直-20（陸航型）

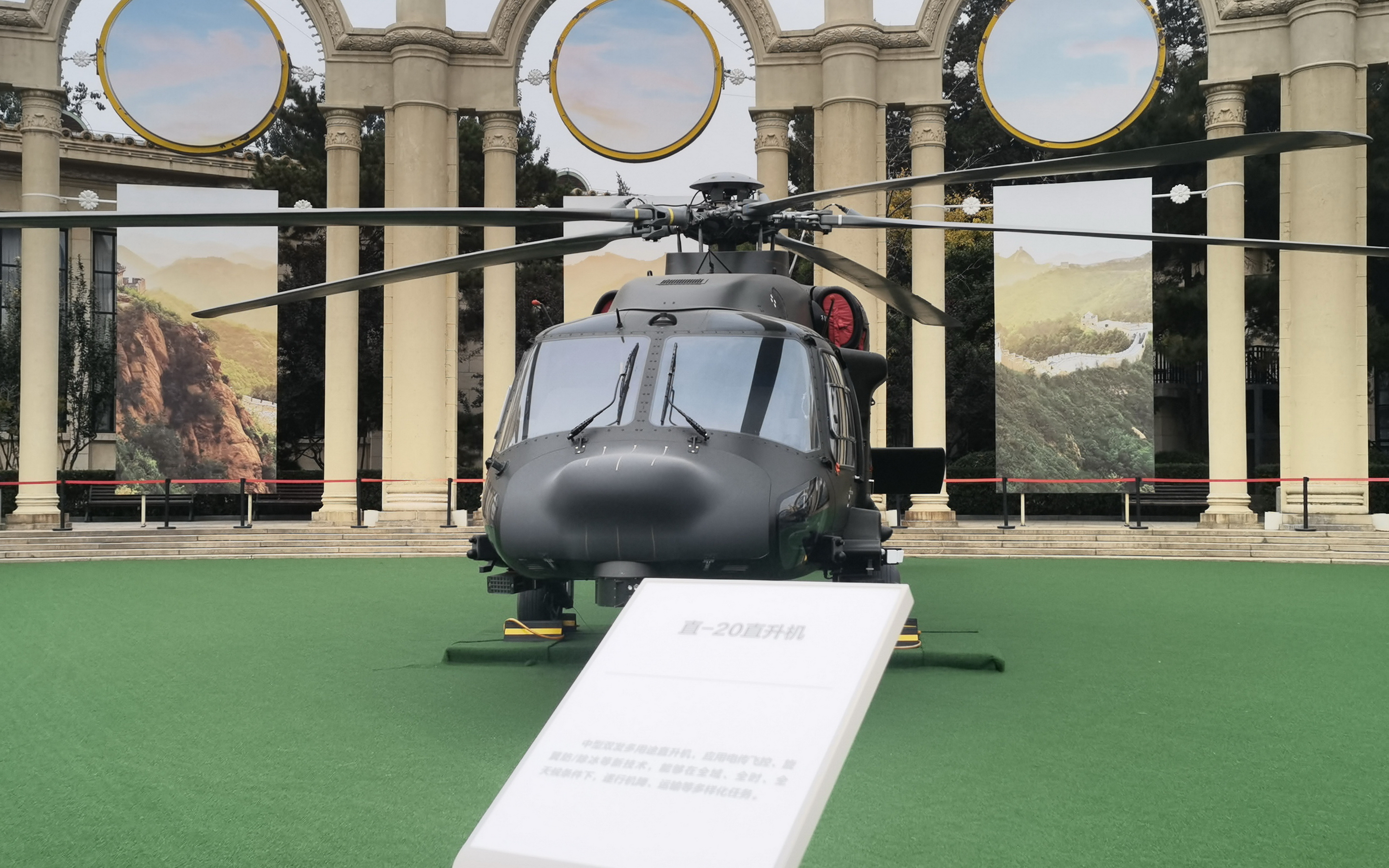
直-20直升机在北京展览馆“奋进新时代”主题成就展公开展示

### 任務
直-20也在中国人民解放军海军未来的计划中，成為航空母艦及兩棲攻擊艦的艦載機。可以作運輸、攜帶導彈和後勤支援，負責警戒、偵察和補給，亦可在驅逐艦執行巡邏、反潛、救援等任務。
直-20同时也可以跟随中国人民解放军陆军进行战术人员运输和空中突袭的任务。2021年在央視採訪一次夜間突擊演練中，曾看到打有馬賽克的輪廓接近直-20的新款直升機，美方曾指控在2011年狙殺賓拉登的行動的一次墜機意外中，殘骸在美方強烈要求歸還前，巴基斯坦已經私下允許中國檢視過這台匿蹤版本的黑鹰，另外，此前已經流出裝配有類似美軍「外部存儲支援系統」（ESSS）的武裝型直-20的消息，在《戰爭地帶》（thedrive）網站發表的照片顯示，一架新型直-20掛載了8枚AKD-10空地導彈。自卫方面，直-20机身两侧装有雷达预警接收器和导弹逼近预警器，及共四个箔条/曳光弹发射器，提供全方位覆盖，没有盲区。

### 基本型佈局
该机型採用「五葉旋翼」設計，这一主旋翼与中国研制的直-10、直-15等相似。另外其具備先進除冰技術在宣傳中曾被特別強調，除冰是高原與冬季飛行的重要難點，外傳是使用了电热防冰技术，而非傳統的防凍液技術，此事官方似有一定重視，還在2020年度的14屆中國航空航天月桂獎會中颁發鼓勵，該功能使團隊獲得技术先锋奖。直-20机体采用了复合材料，其直升机斜梁首次以国产T800碳纤维制造。飞控方面，直-20采用电传操纵系统，乃中国大陆之首款电传飞控直升机。直-20由中航工业直升机设计研究所研发，总设计师为邓景辉。直-20的飞行仪表采用有五个多功能液晶显示器的玻璃驾驶舱代替了传统式指针仪表，机头下则安装了激光防撞雷达，這些系統導致相對黑鷹其機鼻有一個微微隆起的大鼻子。機艙內部照片顯示，其座椅也是新設計的，安裝在缓冲架上，還能看到机腹、起落架溃缩吸能结构，使抗摔落標準終於不落人後。此外直-20也被广泛认为是由中国制造的涡轴-10发动机提供的1600千瓦（约2145轴马力）的动力。考慮到中國西部高原的高度在3000米以上，可以在最高13200英尺的高度甚至更高下开展劇烈行动。電子導航也會針對山區多雲霧地形有特別的方案去改善，同时，中国航空工业直升机副总经理陈光接受采访直接表示，高原飞行是直-20的重要使用方向，这要求发动机具备相当可靠的能力，可以说，中国在直升机发动机动力方面已取得突破。他透露，直-20包括动力系统在内，所有部件都达到全国产。2022年1月份，總設計師邓景辉向央視表示，未來還有很多工作要繼續提升其自身能力，例如空中受油增加航程、在舱内加装安全气囊保护乘员等等新功能。

### 與黑鹰差異
尽管直-20很容易让人联想到黑鹰直升机，有些报导则认为直-20是购入的美制民用S-70直升机的改軍用翻版，虽然在氣動设计上，某些方面确实看上去相似，但是其与黑鹰仍然拥有着许多肉眼可見的区别，包括但不限于：
- 兩機型長度不同（增加氧氣瓶安裝處）；
- 尾轮的布置上完全不同；
- 直-20是五旋翼而黑鹰是四旋翼；
- 直20為2塊擋風玻璃，黑鷹為3塊
- 直-20有整流罩安装在发动机排气装置的尾部和尾脊上，极有可能是为了安装卫星通讯或北斗导航系统而设计的；
- 直-20机身的弯角更大，说明採用了自制電傳飛控設計。

### 海航版本
直-20的海基型于2015年开始研制，相當於SH-60海鷹直升機，衍生編號為直-20F，指的是反潛，直-20F所搭載的海基裝備是：對海搜索雷達、磁異探測器、晝夜電子偵查等設備。同時得益於較大的載荷以及航程，直-20F可以搭載聲納浮標、輕型反潛魚雷、輕型反艦飛彈等多種作戰武器，最大外掛載重據稱可達4噸，飛行時間達5小時，反潛半徑200公里，目前2022年4月公開亮相起已經開始部署中。海基版直-20以光纤网络通讯和射频综合系统進一步提升了航电系统综合化程度。
該機最早於2018年试飞成功，其总设计师为姜滨。为了上舰，直-20的海基版和陆基版有不少区别，如尾桨下方安装的水平稳定器，其中心处有一个独特的缺口，机轮換到中間等等，这是与陆航版本的直-20最明显的不同。直-20海基型的尾部比較平直，尾旋翼部分可以折叠；其尾部铰接在尾桨的前方，以减少飞机存放在飞机机库中时的长度。五翼主旋翼桨叶的折叠方式类似SH-60采用的四旋翼电动折叠技术，唯其乃中国自行独立研发之技术。直-20海基型是中国第一款采用此技术的国产直升机；和之前直-9人工折叠旋翼的方式相比，以旋翼电动折叠技术折收海基型直20旋翼时，不但所需时间较海基型直-9人工方式所需的半小时大大缩减，所需人力也大为减少，因此提高了舰上起降速度。

## 衍生型號
- 直-20陆军型（基本型）
  - 陆军运输型：

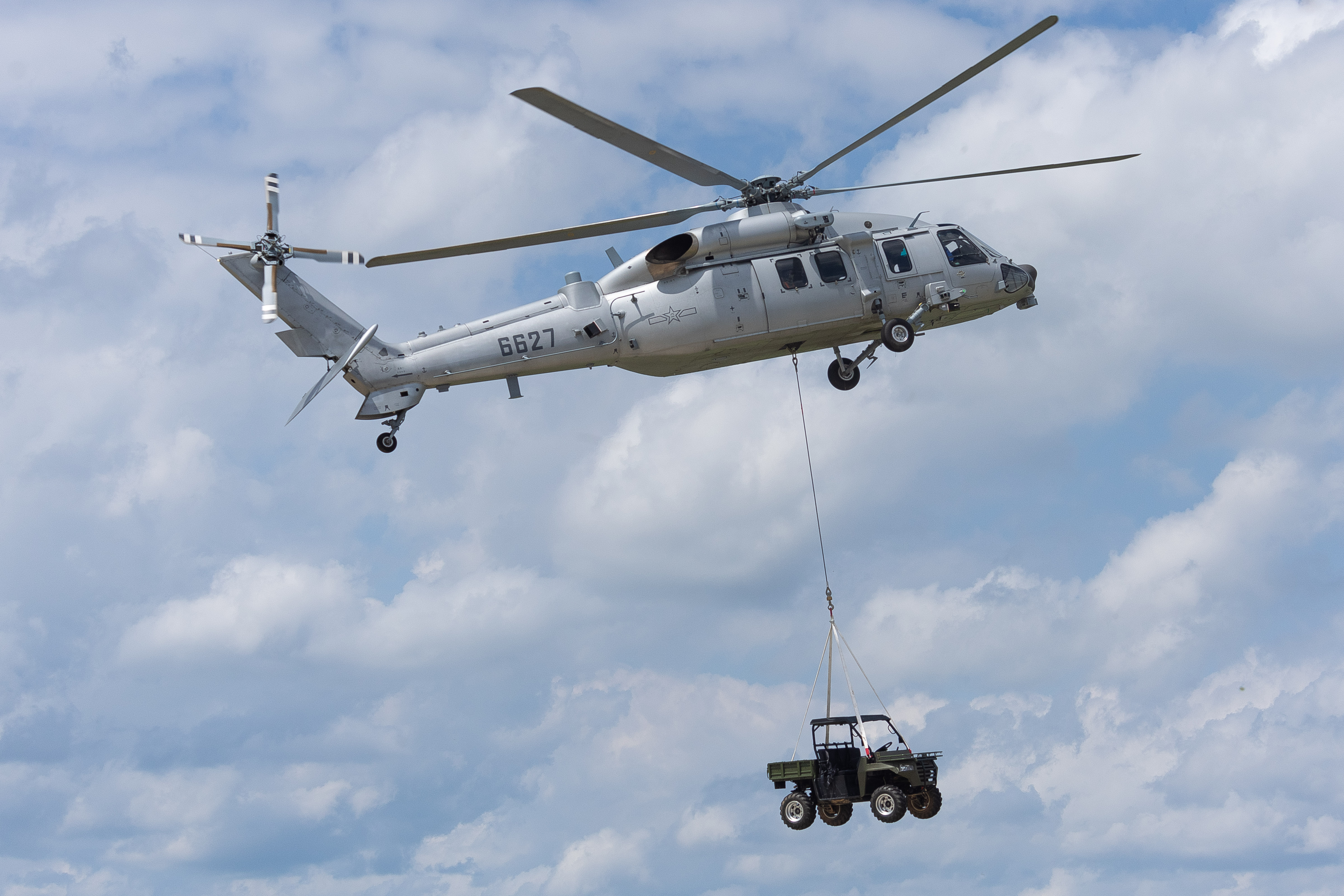
直-20K吊运山猫CS/VP11全地形车

  - 直-20T：“T”的意思是突击型，加装了机身两侧短翼挂架，可以携带副油箱或反坦克导弹等武器，机头加装了专用光电跟踪和目标指示装置。

- 直-20海军型
  - 直-20J：海军通用型，使用海军灰涂装，机头安装了更大型的气象雷达，后起落架移至机身底部以方便尾翼折叠，具备了尾梁和旋翼折叠功能以适应舰上运作，在后机门和驾驶舱门下部都设置了充气浮囊，可用于海面紧急降落。
  - 海军突击型：增加了新的光电转塔以配合火控系统，加装了机身两侧短翼挂架，可以携带副油箱或反坦克导弹等武器。定位类似于美军的MH-60S，可装备在大型舰艇上承担打击轻小型水面目标的作战任务。
  - 直-20F：反潜型，机头安装了一部光电搜索转塔，在机腹的前部增设大型水面搜索雷达，机身两侧布置了机载综合电子战系统天线，底部增加一个圆形开口，用来收放吊放式声呐，机身后部兩侧加装声呐浮标布设装置，尾部增加磁异常探测器，舱内增加反潜雷达和声呐搜索员战位。

- 直-20空军型
  - 直-20K：“K”的意思是空军型，在机身头部安装了飞行员前视夜视观察系统，可以在夜间飞行时为飞行员提供实景增强功能，提高夜暗和复杂气象条件下直升机低空飞行能力。在前起落架支柱两侧均安装有RWR雷达告警和MAWS导弹逼近告警设备。
  - 直-20KA：衍生自直-20K的突击型直升机，在直-20K的基礎上加裝了机身两侧短翼挂架，可以携带反坦克导弹和火箭弹巢，並且可以吊挂特种突击车，以及运输特战队员机降。
  - 直-20KS：“S”的意思是搜救型。洐生自直-20K的搜救直升机，在直-20K的基礎上加裝了一个光电转塔，包括一个电视窗口和一个红外热成像通道，供机舱内的搜救人员在夜暗条件下搜索地面/水面上的搜救目标。在左侧导弹逼近告警设备的前方安装有一部大功率氙气灯，可以在不使用前视红外夜视系统的情况下直接打开探照灯对地面/海面实施搜索；和一部高音喇叭，以对地面播音，指挥地面遇险人员到如何组织自救或者等待救援、如何接收救援物资等。机身右侧舱门上加装有搜救绞盘，用于吊放搜救人员、担架等设备。在2023年驻港部队开放日中首次展出[31]。
    - 直-20KS摺疊型：具备尾梁和旋翼折叠功能，能通過運-20折叠空运

- 直-20 武警型

- 直-20 海警型

- 直-21 攻擊直升機改型

## 使用国
- 中国
  -  中国人民解放军陆军
  -  中国人民解放军海军
  -  中国人民解放军空军
  -  中国人民武装警察部队

## 性能指標
参考资料：Military Today
基本信息
- 机组：2人
- 容量：~2,200磅（1,000）的內置貨物加上16名士兵, 以及大約8,800磅（4,000）的外掛貨物
- 長度：65英尺7英寸（20）(大致)
- 高度：17英尺5英寸（5.3）(大致)
- 空重：11,023磅（5,000） (大致)
- 最大起飛重量：22,046磅（10,000） (大致)
- 发动机：2台渦軸-10涡轮轴发动机，每台2,145匹軸馬力（1,600千瓦特）(额定)
- 主旋翼直徑：52英尺6英寸（16）

性能
- 最大速度：194節；224英里每小時（360每小時）
- 巡航速度：157節；180英里每小時（290每小時）
- 航程：248海里；286英里（460）
- 升限：20,000英尺（6,000） (大致)

武器

- 機槍：艙門機槍